# Maciej Linke
Maciej Linke (ur. 12 maja 1980 w Szczecinie) – polski zawodnik brazylijskiego jiu-jitsu, mieszanych sztuk walki (MMA) oraz judo. Posiadacz czarnego pasa w BJJ oraz w judo (IV dan). Jest młodszym bratem Mariusza Linke – również utytułowanego zawodnika BJJ.

## Kariera sportowa
Linke już od najmłodszych lat interesował się sportem. Razem z bratem Mariuszem zaczął trenować judo. W 1999 roku założył klub Berserker’s Team Poland w Szczecinie razem z bratem Mariuszem, Piotrem Bagińskim oraz Robertem Siedziako. W 2004 roku wraz z bratem postanowił odejść z klubu Berserker’s Team i założyć swój – Linke Gold Team.
W latach 2004–2010 zdobywał czterokrotnie złote medale na zawodach Polskiej Ligi BJJ. W 2008 roku zdobył brązowy medal na mistrzostwach organizowanym przez federacje CBJJE w São Paulo w kat. do 76 kg. W 2009 roku zajął 2. miejsce na mistrzostwach Europy IBJJF w kat. do 76 kg (dywizja czarnych pasów). Jeszcze tego samego roku zajął 2. miejsce na mistrzostwach North American Grappling Association (NAGA) w kat. do 70 kg oraz 1. miejsce na pierwszych mistrzostwach Europy CBJJE w kat. do 76 kg (dywizja czarnych pasów).
W 2010 podczas mistrzostw Europy organizacji FHJJS zajął 1. miejsce w kat. do 76 kg (dywizja czarnych pasów – mistrzowie). W tym samym turnieju tyle że w kat. otwartej (bez limitu) zajął 3. miejsce. W 2011 ponownie wygrywał mistrzostwa NAGA w dwóch dywizjach natomiast w 2012 zdobył srebro. W 2017 zajął pierwsze miejsce podczas corocznych otwartych mistrzostw Europy IBJJF w Lizbonie.

## Kariera MMA
Od 2004 roku Maciej walczy zawodowo w MMA, a zadebiutował 11 stycznia na gali organizowanej przez klub Berserkers Team – Berserkers Arena. Swój pierwszy pojedynek zremisował po 30 minutach z Marcinem Assmanem. Kolejne walki w latach 2004–2007 toczył na galach Bushido w Szczecinie notując cztery zwycięstwa przed czasem. W marcu 2009 roku stoczył przegrany pojedynek w Stanach Zjednoczonych z Amerykaninem Jeffem Lentzem na gali Extreme Challenge – Mayhem at the Marina. 10 lutego 2010 roku stoczył kolejną walkę w USA. Na gali Brick City Fighting Championship – Gracie vs. Linke w Newark przegrał przez techniczny nokaut z Amerykaninem japońskiego pochodzenia Daisuke Yamajim. Po prawie 3 latach wrócił do MMA przegrywając przed czasem z Adrianem Zielińskim. Pierwszą zwycięską walkę po długiej przerwie zanotował 31 sierpnia 2013 roku poddając Alexandra Prodera duszeniem w 1. rundzie.
28 lutego 2015 zdobył pas mistrzowski szkockiej organizacji Immortals FP poddając Phila Flynna w 1. rundzie.

## Osiągnięcia

### Grappling
- Czterokrotny zwycięzca Polskiej Ligi BJJ
- Otwarte Mistrzostwa Skandynawii "Bad Boy Cup" – 3. miejsce
- Otwarte Mistrzostwa Niemiec – 2. miejsce
- Otwarte Mistrzostwa Belgii "Gracie Barra Cup" – 1. miejsce
- Otwarte Mistrzostwa Europy IBJJF  w jiu-jitsu – 3. miejsce, białe pasy
- 2006: Otwarte Mistrzostwa Europy IBJJF  w jiu-jitsu – 3. miejsce w wadze lekkiej, purpurowe pasy[3]
- 2006: No Problem Cup – 1. miejsce w kat. 85 kg, zaawansowani
- 2006: Campeonato Interno V Império Gold Team – 3. miejsce w kat. 75 kg, brązowe pasy
- 2006: Mistrzostwa Świata ISJA w jiu-jitsu – 1. miejsce w kat. 74 kg
- 2007: Otwarte Mistrzostwa Europy IBJJF w jiu-jitsu – 2. miejsce w kat. 76 kg, brązowe pasy[4]
- 2008: Montana Cup – 1. miejsce w kat. -73 kg, brązowe pasy[5]
- 2008: Montana Cup – 3. miejsce w kat. otwartej, brązowe pasy
- 2008: Mistrzostwa Świata CBJJE – 3. miejsce w wadze lekkiej
- 2008: Mistrzostwa Europy WKF w grappling jiu-jitsu – 1. miejsce w kat. 76 kg
- 2009: Mistrzostwa Świata NAGA w grapplingu – 2. miejsce w kat. -70 kg, czarne pasy, gi[6]
- 2009: Mistrzostwa Europy CBJJE – 1. miejsce w wadze lekkiej, czarne pasy
- 2010: Disneyland Resort BJJ Open – 1. miejsce w kat. 76 kg[7]
- 2010: Mistrzostwa Europy FHJJS w jiu-jitsu – 1. miejsce w kat. 76 kg
- 2010: Mistrzostwa Europy FHJJS w jiu-jitsu – 3. miejsce w kat. absolutnej, czarne pasy
- 2011: Otwarte Mistrzostwa Europy IBJJF w jiu-jitsu – 3. miejsce w wadze lekkiej, czarne pasy, master[8]
- 2011: Mistrzostwa Świata NAGA w grapplingu – 1. miejsce w wadze lekkiej, gi
- 2011: Mistrzostwa Świata NAGA w grapplingu – 1. miejsce w wadze lekkiej, no gi
- 2011: London International Open IBJJF – 1. miejsce w wadze lekkiej, czarne pasy, master
- 2012: Mistrzostwa Świata NAGA w grapplingu – 2. miejsce, gi
- 2014: London International Open IBJJF – 1. miejsce w wadze średniej, czarne pasy, gi master[9]
- 2014: London International Open IBJJF – 1. miejsce w wadze średniej, czarne pasy, no gi master
- 2016: Otwarte Mistrzostwa Europy IBJJF w jiu-jitsu – 2. miejsce w wadze średniej, czarne pasy, master 2[10]
- 2017: Otwarte Mistrzostwa Europy IBJJF w jiu-jitsu – 1. miejsce w wadze średniej, czarne pasy, master 2[11]

### Judo
- 1995: Mistrzostwa Polski Młodzików – 5. miejsce w kat. -55 kg[12]

### Mieszane sztuki walki
- 2015: mistrz Immortals FP w wadze lekkiej (70 kg)

## Lista walk w MMA
| Wynik     | Bilans | Przeciwnik (bilans przed walką) | Rozstrzygnięcie                | Runda | Czas  | Rozgrywki                     | Data       | Miejsce       | Uwagi                                            |
| --------- | ------ | ------------------------------- | ------------------------------ | ----- | ----- | ----------------------------- | ---------- | ------------- | ------------------------------------------------ |
| Wygrana   | 12-4-1 | Dawid Górnowicz (1-3)           | Poddanie (duszenie zza pleców) | 1     | 3:10  | Immortals Fight Promotions 5  | 29.08.2015 | Aberdeen      | Obronił mistrzostwo Immortals FP w wadze lekkiej |
| Wygrana   | 11-4-1 | Phil Flynn (8-14)               | Poddanie (duszenie zza pleców) | 1     | 1:00  | Immortals Fight Promotions 4  | 28.02.2015 | Aberdeen      | Zdobył mistrzostwo Immortals FP w wadze lekkiej  |
| Wygrana   | 10-4-1 | Jauhien Januszka (2-4)          | Poddanie (duszenie zza pleców) | 1     | 2:32  | Stępnica International Boxing | 13.09.2014 | Stępnica      |                                                  |
| Przegrana | 9-4-1  | Kevin Reed (9-17)               | TKO (ciosy łokciami)           | 2     | 4:49  | Immortals Fight Promotions 2  | 15.02.2014 | Aberdeen      |                                                  |
| Wygrana   | 9-3-1  | Łukasz Ziółkowski (3-4)         | Poddanie (dźwignia na łokieć)  | 1     | 2:20  | Soul FC 2 – The Next Battle   | 01.02.2014 | Zielona Góra  |                                                  |
| Wygrana   | 8-3-1  | Alexander Proder (3-3)          | Poddanie (duszenie zza pleców) | 1     | 2:56  | Immortals Fight Promotions 1  | 31.08.2013 | Aberdeen      |                                                  |
| Przegrana | 7-3-1  | Adrian Zieliński (7-3)          | KO (ciosy pięściami)           | 1     | 4:10  | Warmia Heroes – 17 Extra      | 18.05.2013 | Olsztyn       |                                                  |
| Przegrana | 7-2-1  | Daisuke Yamaji (1-0)            | TKO (ciosy pięściami)          | 2     | 1:01  | Brick City Fighting           | 02.10.2010 | Newark        |                                                  |
| Wygrana   | 7-1-1  | Norbert Zamojda (0-0)           | Decyzja (jednogłośna)          | 2     | 5:00  | Bushido 6                     | 08.01.2010 | Piła          |                                                  |
| Wygrana   | 6-1-1  | Mariusz Janicki (0-0)           | Decyzja (jednogłośna)          | 3     | 5:00  | Iron Fist                     | 26.09.2009 | Szczecin      |                                                  |
| Przegrana | 5-1-1  | Jeff Lentz (1-0)                | KO (cios pięścią)              | 1     | 1:45  | Extreme Challenge             | 28.03.2009 | Atlantic City |                                                  |
| Wygrana   | 5-0-1  | Rafał Terlikowski (0-1)         | TKO (ciosy pięściami)          | 1     | 1:05  | Warriors Extreme Fighting     | 27.06.2008 | Piła          |                                                  |
| Wygrana   | 4-0-1  | Marcin Kabat (0-0)              | Poddanie (duszenie zza pleców) | 1     | 1:20  | Bushido 5                     | 14.12.2007 | Piła          |                                                  |
| Wygrana   | 3-0-1  | Daniel Rezka (0-1)              | Poddanie (dźwignia na łokieć)  | 1     | 0:34  | Bushido 3                     | 25.02.2006 | Szczecin      |                                                  |
| Wygrana   | 2-0-1  | Daniel Rezka (0-0)              | Poddanie (duszenie zza pleców) | 1     | 2:12  | Bushido 2                     | 26.02.2005 | Szczecin      |                                                  |
| Wygrana   | 1-0-1  | Dariusz Lipski (0-0)            | Poddanie (dźwignia na łokieć)  | 1     | 1:52  | Bushido 1                     | 07.03.2004 | Szczecin      |                                                  |
| Remis     | 0-0-1  | Marcin Assman (0-0)             | Remis                          | 1     | 30:00 | Berserkers Arena 2            | 11.01.2004 | Szczecin      | Debiut w MMA                                     |

## Życie prywatne
Ma dwóch synów i dwie córki. Wolnym czasem gra w gry komputerowe. Jego ulubionymi książkami są Człowiek w ogni A.J. Quinnella oraz saga Wiedźmin A. Sapkowskiego.
W roku 2017 wraz z Jakubem Ćwiekiem i Michałem Pałubskim zaczął występować na scenie stand-up w projekcie „Michał Pałubski i Brothells”.